# Cadre-47/2-Weltmeisterschaft 2003

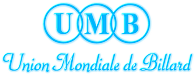
Logo UMB (ausrichtender Verband)

Veranstaltungsort: Ronchin

Die Cadre-47/2-Weltmeisterschaft 2003 war die 43. Weltmeisterschaft, die bis 1947 im Cadre 45/2 und ab 1948 im Cadre 47/2 ausgetragen wurde. Das Turnier fand vom 30. Oktober bis zum 2. November 2003 in Ronchin statt. Es war die 21. Cadre 47/2(45/2) Weltmeisterschaft in Frankreich. Aufgrund des gesunkenen Interesses der Spieler und Zuschauer an dieser Disziplin wird es die letzte WM gewesen sein.

## Geschichte
100 Jahre nach der ersten Cadre 45/2 Weltmeisterschaft in Paris richtete Ronchin die wohl letzte Cadre 47/2 Weltmeisterschaft aus. Es war eine Weltmeisterschaft in der alle bisher erzielten Rekorde überboten wurden. Da die Partiedistanz bis maximal 300 Punkte gespielt wurde, waren der beste Einzeldurchschnitt (BED) von 400,00 und auch die Höchstserie nicht mehr zu erreichen. Der neue und damit der letzte Weltmeister im Cadre 47/2 heißt Frédéric Caudron. Caudron beendete alle Partien in der KO-Phase in einer Aufnahme. Da keine prolongierten Serien mehr gewertet werden lag seine Höchstserie bei 300 Punkten. Ebenfalls eine Aufnahme bis 300 Punkte schaffte auch der Deutsche Fabian Blondeel. Den besten Generaldurchschnitt (GD) bei einer Cadre 47/2 Weltmeisterschaft erzielte der Spanier Rafael Garcia mit 131,90. Auch der Turnierdurchschnitt von 54,08 wurde noch nie erzielt. Damit sind diese Rekorde wohl auch Rekorde für die Ewigkeit.

## Turniermodus
Es wurde in der Gruppenphase im Round Robin System bis 250 Punkte gespielt. Ab der KO-Phase wurde bis 300 Punkte gespielt. Bei MP-Gleichstand wird in folgender Reihenfolge gewertet:
1. MP = Matchpunkte
2. GD = Generaldurchschnitt
3. HS = Höchstserie

## Gruppenphase
| Abschlusstabelle Gruppe A | Abschlusstabelle Gruppe A | Abschlusstabelle Gruppe A | Abschlusstabelle Gruppe A | Abschlusstabelle Gruppe A | Abschlusstabelle Gruppe A | Abschlusstabelle Gruppe A | Abschlusstabelle Gruppe A |
| Platz                     | Name                      | MP                        | Pkt.                      | Aufn.                     | GD                        | BED                       | HS                        |
| ------------------------- | ------------------------- | ------------------------- | ------------------------- | ------------------------- | ------------------------- | ------------------------- | ------------------------- |
| 1                         | Rafael Garcia             | 8:0                       | 1000                      | 6                         | 166,66                    | 250,00                    | 250                       |
| 2                         | Alain Remond              | 6:2                       | 761                       | 11                        | 69,18                     | 250,00                    | 250                       |
| 3                         | Dave Christiani           | 4:6                       | 673                       | 11                        | 61,18                     | 125,00                    | 215                       |
| 4                         | Kouichi Tsuji             | 2:6                       | 540                       | 17                        | 31,76                     | 50,00                     | 121                       |
| 5                         | Arnim Kahofer             | 0:8                       | 400                       | 9                         | 44,44                     | –                         | 152                       |

| Abschlusstabelle Gruppe B | Abschlusstabelle Gruppe B | Abschlusstabelle Gruppe B | Abschlusstabelle Gruppe B | Abschlusstabelle Gruppe B | Abschlusstabelle Gruppe B | Abschlusstabelle Gruppe B | Abschlusstabelle Gruppe B |
| Platz                     | Name                      | MP                        | Pkt.                      | Aufn.                     | GD                        | BED                       | HS                        |
| ------------------------- | ------------------------- | ------------------------- | ------------------------- | ------------------------- | ------------------------- | ------------------------- | ------------------------- |
| 1                         | Frédéric Caudron          | 7:1                       | 1000                      | 12                        | 83,33                     | 250,00                    | 250                       |
| 2                         | Thomas Nockemann          | 6:2                       | 898                       | 14                        | 64,14                     | 250,00                    | 250                       |
| 3                         | Martien van de Spoel      | 5:3                       | 774                       | 11                        | 70,36                     | 125,00                    | 250                       |
| 4                         | Marek Faus                | 2:6                       | 595                       | 9                         | 66,11                     | 125,00                    | 250                       |
| 5                         | Eric Castaner             | 0:8                       | 300                       | 8                         | 37,50                     | –                         | 147                       |

| Abschlusstabelle Gruppe C | Abschlusstabelle Gruppe C | Abschlusstabelle Gruppe C | Abschlusstabelle Gruppe C | Abschlusstabelle Gruppe C | Abschlusstabelle Gruppe C | Abschlusstabelle Gruppe C | Abschlusstabelle Gruppe C |
| Platz                     | Name                      | MP                        | Pkt.                      | Aufn.                     | GD                        | BED                       | HS                        |
| ------------------------- | ------------------------- | ------------------------- | ------------------------- | ------------------------- | ------------------------- | ------------------------- | ------------------------- |
| 1                         | Xavier Gretillat          | 6:2                       | 1000                      | 12                        | 83,33                     | 125,00                    | 247                       |
| 2                         | Patrick Niessen           | 6:2                       | 794                       | 14                        | 56,71                     | 250,00                    | 250                       |
| 3                         | Brahim Doubri             | 5:3                       | 931                       | 20                        | 46,55                     | 83,33                     | 247                       |
| 4                         | Michel van Silfhout       | 2:6                       | 794                       | 21                        | 37,80                     | 22,72                     | 105                       |
| 5                         | Thomas Wildförster        | 1:7                       | 721                       | 33                        | 21,84                     | 62,50                     | 121                       |

| Abschlusstabelle Gruppe D | Abschlusstabelle Gruppe D | Abschlusstabelle Gruppe D | Abschlusstabelle Gruppe D | Abschlusstabelle Gruppe D | Abschlusstabelle Gruppe D | Abschlusstabelle Gruppe D | Abschlusstabelle Gruppe D |
| Platz                     | Name                      | MP                        | Pkt.                      | Aufn.                     | GD                        | BED                       | HS                        |
| ------------------------- | ------------------------- | ------------------------- | ------------------------- | ------------------------- | ------------------------- | ------------------------- | ------------------------- |
| 1                         | Fabian Blondeel           | 7:1                       | 1000                      | 10                        | 100,00                    | 250,00                    | 250                       |
| 2                         | Henri Tilleman            | 5:3                       | 858                       | 13                        | 66,00                     | 125,00                    | 226                       |
| 3                         | Jean-Francois Florent     | 4:6                       | 680                       | 23                        | 29,56                     | 250,00                    | 250                       |
| 4                         | Philippe Deraes           | 3:5                       | 627                       | 20                        | 31,35                     | 83,33                     | 232                       |
| 5                         | Tadashi Machida           | 1:7                       | 603                       | 20                        | 30,15                     | 83,33                     | 177                       |

## KO-Phase
|  | Viertelfinale Spiel bis 300 Punkte | Viertelfinale Spiel bis 300 Punkte | Viertelfinale Spiel bis 300 Punkte | Viertelfinale Spiel bis 300 Punkte | Viertelfinale Spiel bis 300 Punkte | Viertelfinale Spiel bis 300 Punkte |                 |                  | Halbfinale Spiel bis 300 Punkte | Halbfinale Spiel bis 300 Punkte | Halbfinale Spiel bis 300 Punkte | Halbfinale Spiel bis 300 Punkte | Halbfinale Spiel bis 300 Punkte | Halbfinale Spiel bis 300 Punkte |      |       | Finale Spiel bis 300 Punkte | Finale Spiel bis 300 Punkte | Finale Spiel bis 300 Punkte | Finale Spiel bis 300 Punkte | Finale Spiel bis 300 Punkte | Finale Spiel bis 300 Punkte |
|  |                                    |                                    |                                    |                                    |                                    |                                    |                 |                  |                                 |                                 |                                 |                                 |                                 |                                 |      |       |                             |                             |                             |                             |                             |                             |
|  |                                    | MP                                 | Pkt.                               | Aufn.                              | GD                                 | HS                                 |                 |                  |                                 |                                 |                                 |                                 |                                 |                                 |      |       |                             |                             |                             |                             |                             |                             |
|  |                                    | MP                                 | Pkt.                               | Aufn.                              | GD                                 | HS                                 |                 |                  |                                 |                                 |                                 |                                 |                                 |                                 |      |       |                             |                             |                             |                             |                             |                             |
|  | Fabian Blondeel                    | 2                                  | 300                                | 1                                  | 300,00                             | 300                                |                 |                  |                                 |                                 |                                 |                                 |                                 |                                 |      |       |                             |                             |                             |                             |                             |                             |
|  | Fabian Blondeel                    | 2                                  | 300                                | 1                                  | 300,00                             | 300                                |                 | MP               | Pkt.                            | Aufn.                           | GD                              | HS                              |                                 |                                 |      |       |                             |                             |                             |                             |                             |                             |
|  | Patrick Niessen                    | 0                                  | 4                                  | 1                                  | 4,00                               | 4                                  |                 | MP               | Pkt.                            | Aufn.                           | GD                              | HS                              |                                 |                                 |      |       |                             |                             |                             |                             |                             |                             |
|  | Patrick Niessen                    | 0                                  | 4                                  | 1                                  | 4,00                               | 4                                  | Fabian Blondeel | 2                | 300                             | 6                               | 50,00                           | 186                             |                                 |                                 |      |       |                             |                             |                             |                             |                             |                             |
|  |                                    | MP                                 | Pkt.                               | Aufn.                              | GD                                 | HS                                 | Fabian Blondeel | 2                | 300                             | 6                               | 50,00                           | 186                             |                                 |                                 |      |       |                             |                             |                             |                             |                             |                             |
|  |                                    | MP                                 | Pkt.                               | Aufn.                              | GD                                 | HS                                 |                 | Henri Tilleman   | 0                               | 190                             | 6                               | 31,66                           | 81                              |                                 |      |       |                             |                             |                             |                             |                             |                             |
|  | Xavier Gretillat                   | 0                                  | 12                                 | 2                                  | 6,00                               | 12                                 |                 | Henri Tilleman   | 0                               | 190                             | 6                               | 31,66                           | 81                              |                                 |      |       |                             |                             |                             |                             |                             |                             |
|  | Xavier Gretillat                   | 0                                  | 12                                 | 2                                  | 6,00                               | 12                                 |                 |                  |                                 |                                 |                                 |                                 |                                 | MP                              | Pkt. | Aufn. | GD                          | HS                          |                             |                             |                             |                             |
|  | Henri Tilleman                     | 2                                  | 300                                | 2                                  | 150,00                             | 172                                |                 |                  |                                 |                                 |                                 |                                 |                                 | MP                              | Pkt. | Aufn. | GD                          | HS                          |                             |                             |                             |                             |
|  | Henri Tilleman                     | 2                                  | 300                                | 2                                  | 150,00                             | 172                                | Fabian Blondeel | 0                | 2                               | 1                               | 2,00                            | 2                               |                                 |                                 |      |       |                             |                             |                             |                             |                             |                             |
|  |                                    | MP                                 | Pkt.                               | Aufn.                              | GD                                 | HS                                 | Fabian Blondeel | 0                | 2                               | 1                               | 2,00                            | 2                               |                                 |                                 |      |       |                             |                             |                             |                             |                             |                             |
|  |                                    | MP                                 | Pkt.                               | Aufn.                              | GD                                 | HS                                 |                 | Frédéric Caudron | 2                               | 300                             | 1                               | 300,00                          | 300                             |                                 |      |       |                             |                             |                             |                             |                             |                             |
|  | Rafael Garcia                      | 2                                  | 300                                | 3                                  | 100,00                             | 179                                |                 | Frédéric Caudron | 2                               | 300                             | 1                               | 300,00                          | 300                             |                                 |      |       |                             |                             |                             |                             |                             |                             |
|  | Rafael Garcia                      | 2                                  | 300                                | 3                                  | 100,00                             | 179                                |                 | MP               | Pkt.                            | Aufn.                           | GD                              | HS                              |                                 |                                 |      |       |                             |                             |                             |                             |                             |                             |
|  | Thomas Nockemann                   | 0                                  | 247                                | 3                                  | 82,33                              | 208                                |                 | MP               | Pkt.                            | Aufn.                           | GD                              | HS                              |                                 |                                 |      |       |                             |                             |                             |                             |                             |                             |
|  | Thomas Nockemann                   | 0                                  | 247                                | 3                                  | 82,33                              | 208                                | Rafael Garcia   | 0                | 19                              | 1                               | 19,00                           | 19                              |                                 |                                 |      |       |                             |                             |                             |                             |                             |                             |
|  |                                    | MP                                 | Pkt.                               | Aufn.                              | GD                                 | HS                                 | Rafael Garcia   | 0                | 19                              | 1                               | 19,00                           | 19                              |                                 |                                 |      |       |                             |                             |                             |                             |                             |                             |
|  |                                    | MP                                 | Pkt.                               | Aufn.                              | GD                                 | HS                                 |                 | Frédéric Caudron | 2                               | 300                             | 1                               | 300,00                          | 300                             |                                 |      |       |                             |                             |                             |                             |                             |                             |
|  | Frédéric Caudron                   | 2                                  | 300                                | 1                                  | 300,00                             | 300                                |                 | Frédéric Caudron | 2                               | 300                             | 1                               | 300,00                          | 300                             |                                 |      |       |                             |                             |                             |                             |                             |                             |
|  | Frédéric Caudron                   | 2                                  | 300                                | 1                                  | 300,00                             | 300                                |                 |                  |                                 |                                 |                                 |                                 |                                 |                                 |      |       |                             |                             |                             |                             |                             |                             |
|  | Alain Remond                       | 0                                  | 0                                  | 1                                  | 0,00                               | 0                                  |                 |                  |                                 |                                 |                                 |                                 |                                 |                                 |      |       |                             |                             |                             |                             |                             |                             |
|  | Alain Remond                       | 0                                  | 0                                  | 1                                  | 0,00                               | 0                                  |                 |                  |                                 |                                 |                                 |                                 |                                 |                                 |      |       |                             |                             |                             |                             |                             |                             |

## Abschlusstabelle
| MP    | Match Points (Sieger = 2; Unentschieden = 1; Verlierer = 0) |
| Pkte. | Erzielte Karambolagen                                       |
| Aufn. | Benötigte Versuche                                          |
| GD    | Generaldurchschnitt                                         |
| BED   | Bester Einzeldurchschnitt eines Spielers                    |
| HS    | Höchstserie                                                 |
|       | Bester GD des Turniers                                      |
|       | Bester ED des Turniers                                      |
|       | Beste HS des Turniers                                       |
|       | 1. Platz (Gold)                                             |
|       | 2. Platz (Silber)                                           |
|       | 3. Platz (Bronze)                                           |

| Phase                      | Platz | Name                  | MP   | Pkt. | Aufn. | GD     | BED    | HS  |
| -------------------------- | ----- | --------------------- | ---- | ---- | ----- | ------ | ------ | --- |
| Finale                     | 1     | Frédéric Caudron      | 13:1 | 1900 | 15    | 126,66 | 300,00 | 300 |
| Finale                     | 2     | Fabian Blondeel       | 11:3 | 1602 | 18    | 89,00  | 300,00 | 300 |
| Halb- finale               | 3     | Rafael Garcia         | 10:2 | 1319 | 10    | 131,90 | 250,00 | 250 |
| Halb- finale               | 3     | Henri Tilleman        | 7:5  | 1348 | 21    | 64,19  | 125,00 | 226 |
| Viertel- finale            | 5     | Xavier Gretillat      | 6:4  | 1012 | 14    | 72,28  | 125,00 | 247 |
| Viertel- finale            | 6     | Thomas Nockemann      | 6:4  | 1145 | 17    | 67,35  | 250,00 | 250 |
| Viertel- finale            | 7     | Alain Remond          | 6:4  | 761  | 12    | 63,41  | 250,00 | 250 |
| Viertel- finale            | 8     | Patrick Niessen       | 6:4  | 798  | 15    | 52,20  | 250,00 | 250 |
| Gruppen- phase             | 9     | Martien van de Spoel  | 5:3  | 774  | 11    | 70,36  | 125,00 | 250 |
| Gruppen- phase             | 10    | Brahim Doubri         | 5:3  | 931  | 20    | 46,55  | 83,33  | 247 |
| Gruppen- phase             | 11    | Dave Christiani       | 4:4  | 673  | 11    | 61,18  | 125,00 | 215 |
| Gruppen- phase             | 12    | Jean-Francois Florent | 4:4  | 680  | 23    | 29,56  | 250,00 | 250 |
| Gruppen- phase             | 13    | Philippe Deraes       | 3:5  | 627  | 20    | 31,35  | 83,33  | 232 |
| Gruppen- phase             | 14    | Marek Faus            | 2:6  | 595  | 9     | 66,11  | 125,00 | 250 |
| Gruppen- phase             | 15    | Michel van Silfhout   | 2:6  | 794  | 21    | 37,80  | 22,72  | 105 |
| Gruppen- phase             | 16    | Kouichi Tsuji         | 2:6  | 540  | 17    | 31,76  | 50,00  | 121 |
| Gruppen- phase             | 17    | Tadashi Machida       | 1:7  | 603  | 20    | 30,15  | 83,33  | 177 |
| Gruppen- phase             | 18    | Thomas Wildförster    | 1:7  | 721  | 33    | 21,84  | 62,50  | 121 |
| Gruppen- phase             | 19    | Arnim Kahofer         | 0:8  | 400  | 9     | 44,44  | –      | 152 |
| Gruppen- phase             | 20    | Eric Castaner         | 0:8  | 300  | 8     | 37,50  | –      | 147 |
| Turnierdurchschnitt: 54,08 |       |                       |      |      |       |        |        |     |